# Johannes van der Giessen
Johannes Leendert van der Giessen (Rozenburg, 17 december 1899 – Rotterdam, 19 maart 2008) was vanaf 7 juni 2006 de oudste levende man van Nederland, na het overlijden van Jan Voogt Pzn, en tevens de enige die nog in de 19e eeuw was geboren. Hij heeft deze titel 1 jaar en 286 dagen gedragen.
Van der Giessen was een verzekeringsmakelaar. In 1936 verhuisde hij naar Rotterdam, waar hij tot enkele weken voor zijn dood in hetzelfde huis woonde, waarvan de laatste jaren samen met zijn zoon. Op zijn 65e ging hij met pensioen.
Begin 2008 viel hij met zijn rollator, waarbij hij zijn heup brak. Na een week in het ziekenhuis te hebben gelegen, verhuisde hij naar een verpleegtehuis, waar hij korte tijd later overleed.
Van der Giessen werd 108 jaar en 93 dagen oud. Zijn opvolger was Adrianus van der Vaart.
Hij was een neef van de overgrootvader van Maarten 't Hart.